# Rebels (album)
Rebels – czwarty studyjny album RBD. Album zawiera covery z poprzednich płyt w języku angielskim. Ponadto utwór Let the music play to przeróbka piosenki meksykańskiego zespołu RBD, a piosenka Gone to znany hit Kelly Clarkson. Rebels promował singel Tu amor wydany w USA 22 września 2006 roku.

## Spis utworów i ich odpowiedniki z poprzednich płyt
1. Tu amor — 4:38
2. Wanna Play — 3:41
3. My Philosophy — 4:05 ⇒ Dame (Celestial)
4. Connected — 3:16 ⇒ Tenerte Y Quererte (Rebelde)
5. I Wanna Be the Rain — 4:07 ⇒ Quisiera Ser (Celestial)
6. Cariño mio — 3:12
7. Era la música — 3:31
8. Keep It Down Low — 3:36 ⇒ Solo Quedate En Silencio (Rebelde)
9. Happy Worst Day — 3:02 ⇒ Feliz Cumpleanos (Nuestro Amor)
10. This Is Love — 3:39 ⇒ Nuestro Amor (Nuestro Amor)
11. Save Me — 3:56 ⇒ Salvame (Rebelde)
12. Money Money — 3:21
13. Tu amor (Navidad Mix) — 4:36
14. Celestial [Ser O Parecer/Dame/Bésame Sin Miedo/Celestial] - 4:32

Bonus tracks:
1. Let the Music Play (iTunes/Japan Bonus Track) — 4:57
2. Gone (Japan Bonus Track) — 3:25 ⇒ Me Voy (Nuestro Amor)